# San Javier, Misiones

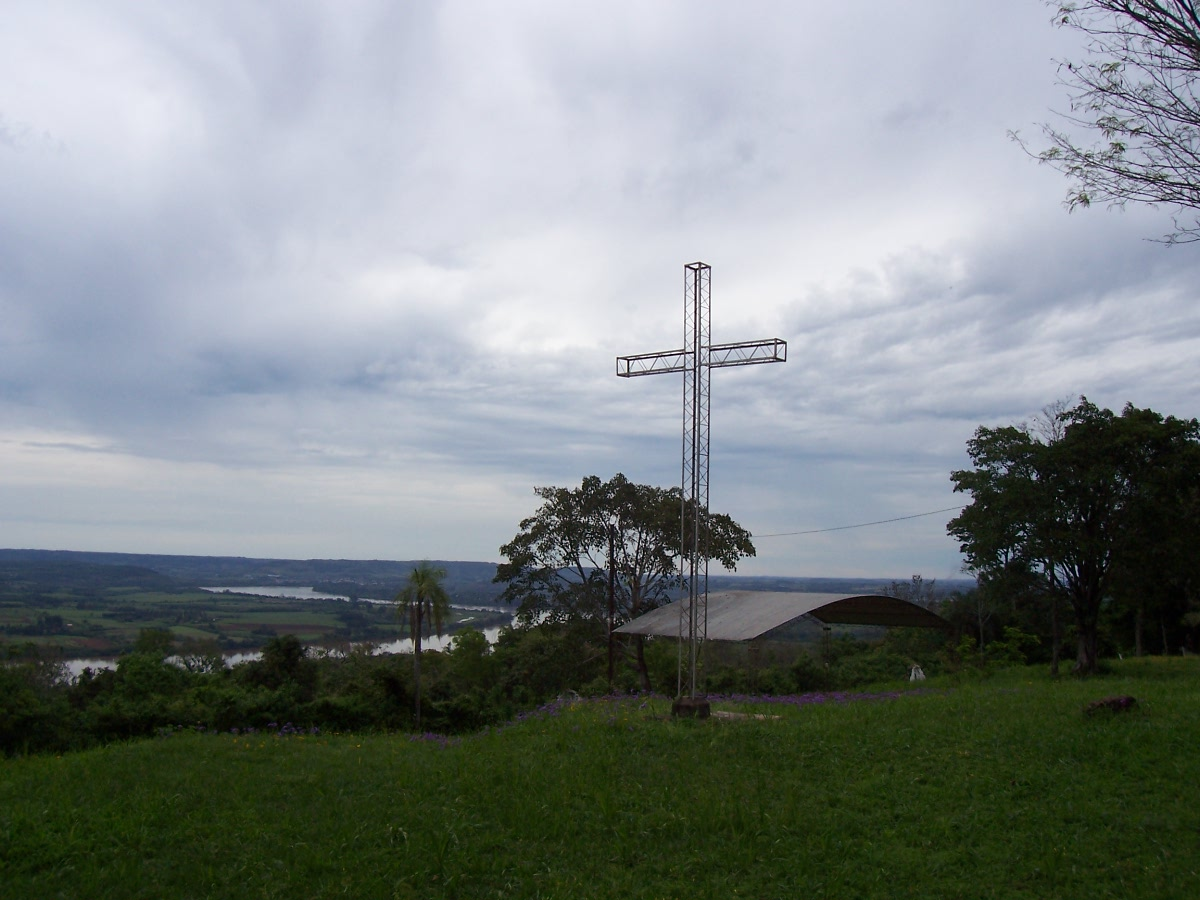
Cerro Monje, San Javier.

San Javier este un oraș din provincia Misiones, Argentina. În 2001 avea o populație totală de 8.500 locuitori. 